# 顏大和
顏大和（1949年2月1日—），台中縣員林區埔鹽鄉（今彰化縣）人，司法官，中華民國第11任最高法院檢察署檢察總長。

## 生平
1973年畢業於國立台灣大學法律系。隨後考取司法官，1978年司法官訓練所第15期結業，分發至台中地檢署擔任候補檢察官。其間除短暫任福建金門地方法院推事外，都在檢察體系中工作。
曾任 第一審、第二審、第三審 的 檢察官、主任檢察官，台北地檢署襄閱主任檢察官及臺灣高等法院檢察署兼任書記官長、澎湖地檢署、屏東地檢署、台北地檢署及台灣高等法院檢察署暨該屬智慧財產分署等單位檢察長、法務部參事、檢察司司長、常務次長，也曾代理過政務次長。在1984年曾獲選為中華民國十大傑出青年。
2014年3月13日，馬英九總統提名他為最高法院檢察署檢察總長。4月29日，立法院通過這項任命案。5月8日，正式就任檢察總長。

## 檢察總長任內案件
2000年9月王鴻偉殺人案，於2009年5月14日最高法院判處死刑定讞。
2017年3月，最高檢察署認為嫌犯仍有教化可能，由顏大和提出非常上訴。
2018年3月，最高法院駁回非常上訴，維持死刑判決。